# Debye (unitate de măsură)
Debye (simbol: D) (/dɛˈbaɪ/; neerlandeză: [dəˈbɛiə]) este o unitate CGS de măsură a momentului electric dipolar. A fost denumit în onoarea fizicianului Peter Debye și este definit ca fiind 1×10−18 franklin-centimetru.